# Carnet de santé
 (avril 2019).
Le carnet de santé est un document retraçant les informations médicales liées à une personne, notamment durant son enfance. 

## Histoire

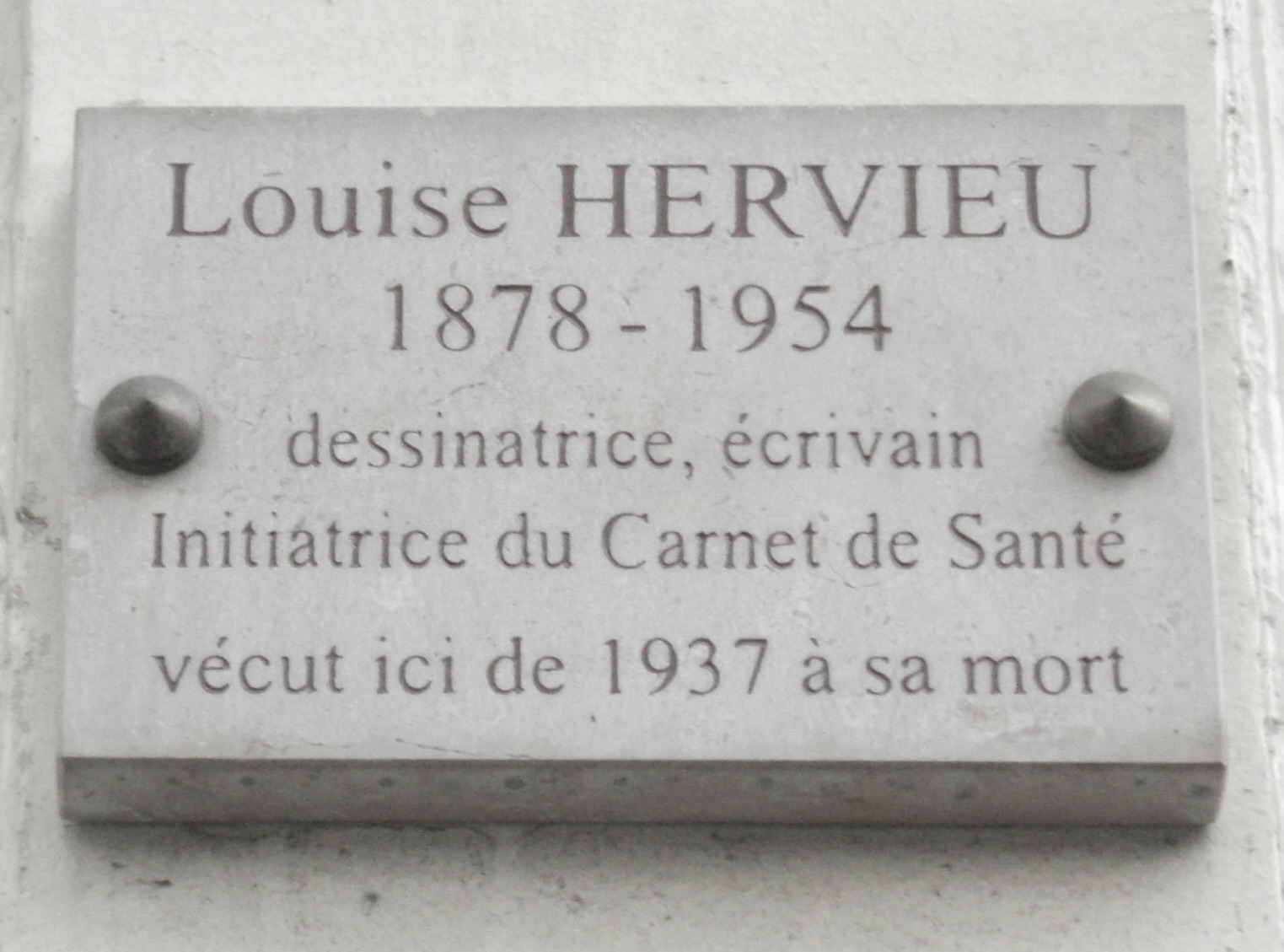
Plaque commémorative de Louise Hervieu apposée au no 55 de la rue du Cherche-Midi dans le 6e arrondissement de Paris

En 1868, Jean-Baptiste Fonssagrives, médecin à Montpellier, publia Le Rôle des mères dans les maladies des enfants ou ce qu’elles doivent savoir pour seconder le médecin. Parallèlement, il conçut un livret destiné aux mères. Elles y notaient les indications sur la croissance de leurs enfants et leurs maladies, de la naissance à quatre ans. Cette idée s’inspirait du livret créé par l’Assistance publique et attribué à chaque enfant recueilli. Le livret de Fonssagrives ne remporta pas un franc succès. Il était payant et il s’adressait uniquement aux femmes instruites. Ce livret contribua à des débats sur l’utilité d’un carnet personnel et sur l’obligation d’un contrôle médical pour tous les enfants. En 1897, un « carnet d’élevage individuel » vit le jour. L’appellation n’était guère heureuse, elle fut modifiée en « carnet de croissance », puis en « carnet de santé ». En 1929, la ville de Bordeaux instaura le premier carnet de santé « officiel » pour les petits Bordelais. La mère n’intervenait pas : le carnet était rempli par le médecin de famille ou le pédiatre. Dans les dernières pages, la ville avait inscrit la liste des dispensaires et centres de vaccinations. La généralisation du carnet de santé fut imposée par le ministère de la Santé publique. Il a été créé en 1938 par Louise Hervieu et mis en place par un arrêté ministériel le 1er juin 1939. Chaque nouveau-né en fut pourvu gratuitement. 
Le carnet de santé est rendu obligatoire en 1945. Il est de petite taille et ne contient pas de courbe jusqu'au milieu des années 1970 où sa taille augmente et les courbes de poids et taille apparaissent. Il est bleu marine jusque dans les années 1980.
Une évolution majeure est à signaler en avril 2018. Les courbes de poids et taille sont revues à la hausse d'environ 5 cm à l'âge de 10 ans[réf. souhaitée].

## Obtention
En France, il peut être délivré par l'officier d’état civil au moment de la déclaration de naissance de l'enfant, par les services de la protection maternelle et infantile (PMI), ou, dans certaines maternités, directement par le service qui a pratiqué l'accouchement.
L’article L2132-1 du Code de la santé publique précise : « Le carnet est établi au nom de l'enfant. Il est remis aux parents ou aux personnes titulaires de l'exercice de l'autorité parentale ou aux personnes ou aux services à qui l'enfant a été confié. Ils doivent être informés que nul ne peut en exiger la communication et que toute personne appelée, de par sa fonction, à prendre connaissance des renseignements qui y sont inscrits est soumise au secret professionnel. »

## Utilisation
Le carnet de santé présenté lors de chaque examen de santé (d'ordre préventif ou curatif) permet au professionnel de santé de prendre connaissance des renseignements qu'il renferme. Les pages du carnet consacrées aux vaccinations peuvent tenir lieu de certificat de vaccination, à condition que la mention de la vaccination en cause soit datée et signée par le professionnel de santé l'ayant pratiquée.

## Source d'inspiration pour d'autres domaines que la santé
Dans les années 2010, le carnet de santé a inspiré en France des projets et expérimentations de carnet de santé ou passeport du bâtiment, de passeport d'efficacité énergétique, repris dans la Loi de transition énergétique et par de certains acteurs du bâtiment en plus de l'expérimentation que mène le think tank The Shift Project via l'association Expérience P2E.